# Новоэстония
Новоэсто́ния (ранее Но́вая Эсто́ния ; укр. Новоестонія, крымскотат. Novoestoniya, Новоэстония) — село в Красногвардейском районе Республики Крым, входит в состав Петровского сельского поселения (согласно административно-территориальному делению Украины — Петровского сельского совета Автономной Республики Крым).

## Население
| 2001 | 2014  |
| ---- | ----- |
| 1033 | ↘1027 |

Всеукраинская перепись 2001 года показала следующее распределение по носителям языка
| Язык             | Процент |
| ---------------- | ------- |
| русский          | 60.7    |
| крымскотатарский | 14.91   |
| украинский       | 9.78    |
| другие           | 0.48    |

### Динамика численности
- 1926 год — 53 чел.[10]
- 1939 год — 132 чел.[11]
- 1989 год — 841 чел.[11]
- 2001 год — 1033 чел.[12]
- 2014 год — 1027 чел.[13]

## Современное состояние
На 2017 год в Новоэстонии числится 6 улиц; на 2009 год, по данным сельсовета, село занимало площадь 194,2 гектара на которой проживало более 1 тысячи человек. В селе действуют сельский клуб, библиотека, отделение «Почты Крыма», фельдшерско-акушерский пункт, 2 магазина. Село связано автобусным сообщением с райцентром и соседними населёнными пунктами.

## География
Новоэстония — село в северной части района, в степном Крыму, высота центра села над уровнем моря — 53 м. Расположено примерно в 6 километрах (по шоссе) на запад от райцентра, там же ближайшая железнодорожная станция Урожайная. Транспортное сообщение осуществляется по региональной автодороге 35Н-401 Войково — Красногвардейское (по украинской классификации — С-0-11016).

## История

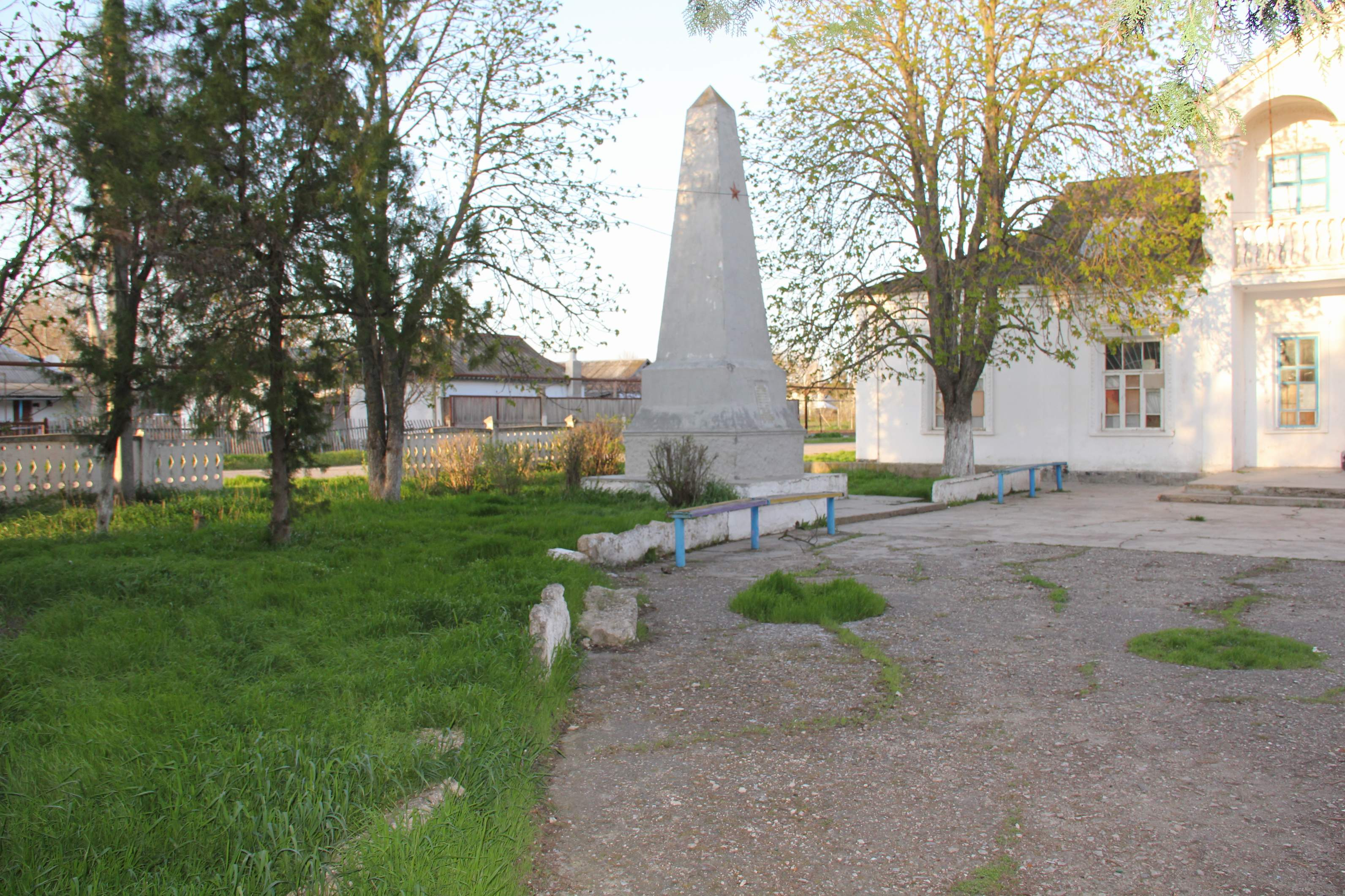
Памятный знак в честь воинов-односельчан

Впервые в доступных источниках название села встречается в Списке населённых пунктов Крымской АССР по Всесоюзной переписи 17 декабря 1926 года, согласно которому в селе Новая Эстония, Анновского сельсовета Джанкойского района, числилось 14 дворов, все крестьянские, население составляло 53 человека, все эстонцы (на карте 1924 года села ещё нет). Постановлением Президиума КрымЦИКа «Об образовании новой административной территориальной сети Крымской АССР» от 26 января 1935 года был создан немецкий национальный (лишённый статуса национального постановлением Оргбюро ЦК КПСС от 20 февраля 1939 года) Тельманский район (с 14 декабря 1944 года — Красногвардейский) и село включили в его состав и село включили в его состав. По данным всесоюзной переписи населения 1939 года в селе проживало 132 человек.
После освобождения Крыма от фашистов, 12 августа 1944 года было принято постановление № ГОКО-6372с «О переселении колхозников в районы Крыма» по которому в район из областей Украины и России переселялись семьи колхозников, а в начале 1950-х годов последовала вторая волна переселенцев из различных областей Украины. С 25 июня 1946 года Новая Эстония в составе Крымской области РСФСР. В 1950 году 9 колхозов, в том числе и местный, объединили в колхоз «Дружба народов»; в Новоэстонии действовала 2-я бригада. 26 апреля 1954 года Крымская область была передана из состава РСФСР в состав УССР. Со временем название трансформировалось в Новоэстонию. Время включения в Петровский сельсовет пока не установлено: на 15 июня 1960 года село уже числилось в его составе. По данным переписи 1989 года в селе проживало 841 человек. С 12 февраля 1991 года село в восстановленной Крымской АССР, 26 февраля 1992 года переименованной в Автономную Республику Крым. С 21 марта 2014 года в составе Крыма аннексировано Россией.